# Холодовщина (Шосткинский район)

Холодовщина (укр. Холодівщина) — село,
Клишковский сельский совет,
Шосткинский район,
Сумская область,
Украина.
Код КОАТУУ — 5925383005. Население по переписи 2001 года составляло 42 человека.

## Географическое положение
Село Холодовщина находится на правом берегу реки Эсмань,
выше по течению на расстоянии в 2,5 км расположено село Пиротчино (Кролевецкий район),
ниже по течению на расстоянии в 2 км расположено село Гречкино (Кролевецкий район).
Вдоль русла реки проведено несколько ирригационных каналов.